# Спаркс, Линдси
Ли́ндси Е. Спаркс (англ. Lindsay E. Sparkes; урождённая Ли́ндси Е. Дэ́ви, англ. Lindsay E. Davie; 6 августа 1950, Ванкувер, Канада) — канадская кёрлингистка.
Дважды введена в Зал славы канадского кёрлинга: в 1988 в составе команды, дважды выигравшей женский чемпионат Канады; в 2006 как организатор (англ. builder) спортивной деятельности в развитии кёрлинга в Канаде.

## Достижения
- Зимние Олимпийские игры (показательный вид спорта): золото (1988).
- Чемпионат мира по кёрлингу среди женщин: золото (1985), бронза (1979).
- Чемпионат Канады по кёрлингу среди женщин: золото (1976, 1979, 1985), серебро (1986), бронза (1984, 1992).
- Канадский олимпийский отбор по кёрлингу: золото (1987).

## Команды
| Сезон   | Четвёртый     | Третий        | Второй        | Первый           | Запасной         | Турниры              |
| ------- | ------------- | ------------- | ------------- | ---------------- | ---------------- | -------------------- |
| 1975—76 | Линдси Дэви   | Дон Ноулз     | Робин Классен | Лоррейн Боулз    |                  | ЧК 1976              |
| 1978—79 | Линдси Спаркс | Дон Ноулз     | Робин Уилсон  | Лоррейн Боулз    |                  | ЧК 1979 · ЧМ 1979    |
| 1983—84 | Линдси Спаркс | Линда Мур     | Дебби Орр     | Лори Карни       |                  | ЧК 1984              |
| 1984—85 | Линда Мур     | Линдси Спаркс | Дебби Джонс   | Лори Карни       |                  | ЧК 1985 · ЧМ 1985    |
| 1985—86 | Линда Мур     | Линдси Спаркс | Дебби Джонс   | Лори Карни       | Rae Moir         | ЧК 1986              |
| 1987—88 | Линда Мур     | Линдси Спаркс | Дебби Джонс   | Пенни Райан      | Пэтти Венд (ЗОИ) | КООК 1987 · ЗОИ 1988 |
| 1991—92 | Lisa Walker   | Келли Оуэн    | Cindy McArdie | Cathy Sauer      | Линдси Спаркс    | ЧК 1992              |
| 1996—97 | Келли Оуэн    | Марла Гейгер  | Sherry Fraser | Кристин Юргенсон | Линдси Спаркс    | ЧК 1997 (12 место)   |

(скипы выделены полужирным шрифтом)